# Marceau Stricanne
Marceau Stricanne est un footballeur international français, né le 1er janvier 1920 à Lomme dans le département du Nord, et mort le 22 juillet 2012 au Havre.
Il joue au poste de milieu offensif droit ou d'attaquant du milieu des années 1940 au milieu des années 1950. Formé à l'Iris Club de Lambersart, il joue avec l'EF Lens-Artois, puis rejoint le CO Roubaix-Tourcoing avec qui il remporte le championnat de France en 1947. Il évolue ensuite au Stade français-Red Star au début de la saison 1948-1949, puis au Havre AC où il termine sa carrière.
Il compte une sélection en équipe de France.

## Biographie
Marceau Stricanne est formé à l'Iris Club de Lambersart, il joue ensuite dans quatre clubs : Excelsior Athlétic Club de Roubaix, CO Roubaix-Tourcoing, Red Star et Le Havre AC. Il remporte le championnat de France en 1947, avec le CO Roubaix-Tourcoing.
En tant qu'attaquant, il est international français qu'une seule fois pour aucun but marqué.
Le 1er novembre 1951, à Colombes, devant 61 687 spectateurs, la France affronte l'Autriche (2-2), joue en tant que remplaçant. Il rentre à la 10e minute, à la place de Thadée Cisowski.
De 1956 à 1980, il entraîne au niveau amateur, le CF de Raffinage, un club près du Havre. Il meurt le 25 juillet 2012 à Gonfreville-l'Orcher,.

## Palmarès
- Championnat de France de football
  - Champion en 1947
- Championnat de France de football D2
  - Vice-champion en 1950